# Эцатлан
Эцатла́н (исп. Etzatlán) — город в Мексике, в штате Халиско, входит в состав одноименного муниципалитета и является его административным центром. Численность населения, по данным переписи 2020 года, составила 14 697 человек.

## Общие сведения
Существует несколько версий происхождения названия Etzatlán. По одной версии его можно перевести с языка науатль как: место еды из кукурузы. Самой актуальной, считается версия учёного Фила Вейганда, пришедшего к выводу, что название происходит от диалекта тауэ, означающее: место ицев, как называли тольтекские семьи воинов и торговцев.
Поселение было основано в до-испанский период, где проживали тольтеки.
В 1524 году правитель Эцатлана приветствовал племянника Эрнана Кортеса, конкистадора Франсиско Кортеса, который оставил Хуана де Эскарсена управляющим энкомьендой.
В 1534 году начато строительство монастыря под управлением священника Франсиско Лоренсо.
19 декабря 1537 года Эцатлан получил статус вильи, а 29 октября 1977 году — статус города.
Он расположен в 90 км к западу от столицы штата, города Гвадалахара, на региональной трассе № 4.

## Население
| Год  | Численность | Численность |
| ---- | ----------- | ----------- |
| 2000 | 12 526      | [ 7 ]       |
| 2005 | 12 924      | [ 8 ]       |
| 2010 | 13 513      | [ 9 ]       |
| 2020 | 14 697      | [ 10 ]      |